# Laurent Alexandre
Pour les articles homonymes, voir Alexandre.
Pour le député français, voir Laurent Alexandre (homme politique).
Cet article possède un paronyme, voir Alexandre Laurent.
Laurent Alexandre, né le 10 juin 1960 à Paris, est un haut fonctionnaire, chirurgien-urologue de formation, entrepreneur, chroniqueur, écrivain et militant politique français.
Il a créé Medcost avec Thierry Dispot, Denis Carradot, Thomas Clément, Emery Doligé et Cédric Bannel. Par ailleurs, il détient et préside depuis 2009 DNAVision (IPG), une société belge de séquençage d'ADN, et possède des actions dans une quinzaine de sociétés en Europe, essentiellement dans les technologies NBIC. 
Souvent présenté comme futurologue, il intervient régulièrement dans les médias au cours des années 2010 : il est notamment chroniqueur dans Le Monde et L'Express. Il est aussi particulièrement suivi sur Twitter et YouTube. 
Ses positions sur des sujets clivants suscitent débats et polémiques. Parfois présenté comme un défenseur du transhumanisme, il affirme en endosser uniquement le diagnostic. Sur la génétique, il est accusé d’eugénisme, qualificatif qu'il récuse, et ses propos sont contestés au sein de la communauté scientifique. Il s’oppose de manière virulente aux écologistes et aux collapsologues, dont Greta Thunberg, et est régulièrement accusé de relativiser le réchauffement climatique, ce dont il se défend.
Secrétaire national de Démocratie libérale en 1997, il se présente dans les années 2010 comme de « centre gauche », « libéral » et « macroniste », mais il est particulièrement suivi et apprécié à droite et à l'extrême droite.

## Biographie

### Famille et formation
Fils de dentistes et frère d’une psychiatre — il a également eu un frère aîné qu’il n’a pas connu, mort à l’âge de deux ans après avoir avalé un produit toxique dans le cabinet familial —, Laurent Alexandre est docteur en médecine de l'université Paris-VI (1991) et diplômé de l’IEP Paris (section Service public, promotion 1989).
Interne des hôpitaux de Paris en chirurgie urologique, Laurent Alexandre effectue en même temps le programme MBA d'HEC (programme appelé ISA à l'époque) de 1988 à 1990 pour se former au management d'entreprise sur le campus de Jouy-en-Josas. Il intègre ensuite l'ENA (1992-1994).
Marié à une économiste d'entreprise et père de trois enfants, il réside à Bruxelles.

### Carrière
À l'issue de sa scolarité à l'ENA, il est affecté à partir du 1er mars 1994 à un tribunal administratif,. Mis en disponibilité dès novembre 1994, il est radié du corps des tribunaux administratifs en 2002.
En novembre 1994, il fonde A2D Conseil puis en février 1995 Medcost avec Thierry Dispot, Denis Carradot, Emery Doligé, Cédric Bannel et deux membres de sa famille. Medcost est une société de conseil et logiciels destinés aux professionnels de la santé qui entre en bourse en 2000.
En 1999, s'inspirant du site américain WebMD, il co-fonde avec Claude Malhuret le site de santé grand public Doctissimo. En 2000, Medcost édite le site internet Doctissimo. En 2001, Medcost, dont il est PDG, rachète Doctissimo pour 20 millions de francs. En 2008, Medcost est racheté par le Groupe Lagardère pour 139 millions d'euros, somme dont Laurent Alexandre touche un peu plus de la moitié. Il abandonne la médecine, ayant collaboré à de nombreux articles en urologie, mais sans publication scientifique majeure à son actif.
En 2010, « Laurent Alexandre est un entrepreneur comblé par le rachat du site Doctissimo. Curieux de vérifier si cette réussite n’est pas le simple fruit du hasard, il se lance dans le marché du séquençage génétique », et rachète en 2009 DNAVision, une société belge de séquençage d'ADN dont il prend la présidence,. Selon Vanity Fair, « le marché du séquençage ne se développe pas aussi vite que prévu et DNAVision ne décolle pas ». En 2016, GQ présente la société comme « un des leaders en Europe du séquençage d’ADN ».
En septembre 2013, le groupe marketing internet Hi-Media, venu au capital un an plus tôt, cède ses parts au Groupe Hima, société de Laurent Alexandre. Le capital est donc réparti entre le groupe Hima (68 %), Laurent Alexandre (28 %) et JCG Médias (4 %). La même année, Laurent Alexandre rachète 28 % du capital du journal La Tribune au groupe Hi Media. À la fin des années 2010, via une holding domiciliée au Luxembourg, il détient des parts dans une quinzaine de sociétés en Europe, essentiellement dans les technologies NBIC, dont Cellectis — société française pionnière de l’ingénierie du génome, qui concentre ses recherches dans les thérapies contre le cancer — dans laquelle il investit — en 2008 ou en 2013 selon les sources — alors qu'elle frôle la cessation de paiement : celle-ci voit ensuite le montant de son action passer de 2 euros fin 2013 à 38 euros en juin 2015,.
Il est régulièrement présenté comme un « futurologue »,,.
Laurent Alexandre déménage à Bruxelles peu avant la vente de Doctissimo. Dans les années 2010, il réside à Ixelles. Selon L'Obs, il est résident fiscal belge.
Il est membre de l'Académie des technologies, du club Le Siècle et proche de Jacques Attali, Aquilino Morelle, Matthieu Pigasse, Frigide Barjot, Jean-François Copé et Cédric Villani.

### Présence médiatique

#### Presse et audiovisuel
Laurent Alexandre dispose d'une forte présence médiatique au cours des années 2010, après avoir limité sa parole publique à des interviews sur l'économie d'internet et l'avenir de la recherche en génétique. Il s'exprime jusqu'en 2019 dans une chronique hebdomadaire de L'Express (intitulée « Demain sera vertigineux »), de 2011 à 2018 dans une chronique du cahier « Sciences » du Monde, dans le trimestriel We demain, sur FigaroVox (site de débats du Figaro), plus occasionnellement dans Valeurs actuelles et Causeur,,. Il intervient régulièrement sur les plateaux télévisés et à la radio, ainsi que sur des médias en ligne tels que Konbini et ThinkerView,. Depuis 2019, chaque vendredi dans la matinale d'Europe 1, il propose une chronique, « En attendant demain », en alternance avec Jean-Pierre Montanay.
À côté de ces « scènes à fort potentiel de notoriété », Laurent Alexandre s'invite aussi régulièrement sur des plates-formes médiatiques plus confidentielles et moins consensuelles, en particulier sur des médias classés dans la « droite dure », voire l'extrême droite et la mouvance complotiste.

#### Réseaux sociaux
Selon 20 minutes, « la popularité de Laurent Alexandre, dont certaines vidéos ont été vues plusieurs centaines de milliers de fois sur YouTube, s’explique aussi par une certaine liberté de ton, voire un goût pour la provocation ». Selon Vanity Fair, « la provoc’ fait partie du personnage ». Arrêt sur images le présente comme un troll. Il déclare notamment : « Les réseaux sociaux, c'est simple, tu publies deux ou trois trucs clivants par jour et au bout de deux ans, tu as minimum 30 000 abonnés ».

#### Conférences
Selon L'Obs, il est, en 2017, « l’un des conférenciers français les plus recherchés avec Luc Ferry et l'économiste Nicolas Bouzou, de ceux qui peuvent facturer entre 5 000  et   12 000 € ». Le montant peut s'élever jusqu'à 17 000 euros selon Vanity Fair. En novembre 2015, il est invité à Bercy par le ministre Emmanuel Macron pour un colloque sur « les nouvelles opportunités économiques ».
Selon la sociologue Gaïa Lassaube : « L’ascension rapide de Laurent Alexandre au sommet du vedettariat culturel français s’explique moins par ses connaissances scientifiques, ou le charisme du conférencier, que par sa maîtrise des relais de diffusion, en marge des circuits académiques plus classiques (il n’est pas invité dans les colloques ou les séminaires) ».

### Parcours politique
En 1997, il est secrétaire national de Démocratie libérale, parti présidé par Alain Madelin. En 2016, GQ indique qu'Alain Madelin et Laurent Alexandre, « qui partagent les mêmes idées de droite ultra-libérale », « sont restés très proches ».
Laurent Alexandre apporte son soutien à Emmanuel Macron au second tour de l'élection présidentielle de 2017.
En 2018, le site de critique médiatique Acrimed décrit Laurent Alexandre comme un militant politique agissant sous couvert de vulgarisation scientifique au détriment de l'honnêteté intellectuelle et de la rigueur scientifique. En 2019, il est, selon Arrêt sur images, « devenu une figure médiatique appréciée par plusieurs familles de droite et d'extrême droite : « pro-business », anti-écologie, pourfendeurs du « politiquement correct » et effrayés du « grand remplacement ». Selon L'Opinion, il « diagnostique deux risques qui parlent à l’extrême droite : révolution anti-élites et déclin occidental ». L'Opinion indique également que « certaines de ses références sont prisées à l’extrême droite », comme « les travaux du psychologue britannique Richard Lynn, critiqué pour ses vues racialistes ». BFM TV indique que ses chroniques « lui valent d'être voué aux gémonies par des pans entiers du spectre politique, en particulier à gauche et chez les écologistes ». Lui se présente comme « extrêmement éloigné des extrêmes », « libéral », « macroniste », « pro-borders » (anti-immigration), « schumpéterien en économie » avec un « positionnement sociétal » qu'il situe à gauche, comme un défenseur de « la libre entreprise » et du « libre-échange », et comme étant, « globalement », « du centre gauche »,. Il considère par ailleurs que le clivage gauche-droite « est dépassé », estimant que le clivage du futur opposera « bio-conservateurs » et transhumanistes. Il se dit « totalement inadapté à la politique ».
En mars 2019, il intervient au sein de l'Institut des sciences sociales, économiques et politiques (ISSEP), l'école de commerce de Marion Maréchal. Celle-ci salue un « engagement politique fort » de sa part et y voit un « appel à la réaction ». Après un déjeuner avec Marine Le Pen en avril 2019, il s’étonne, dans une de ses chroniques de L'Express, de la « réflexion sophistiquée » de celle-ci sur le transhumanisme et les nouvelles technologies. En septembre 2019, il participe à la rentrée politique de Marine Le Pen à Fréjus, sur son invitation. Le même mois, par le truchement d’Erik Tegnér (LR), il participe à la « Convention de la droite », qui réunit plusieurs figures de l’extrême droite et de la droite radicale : s'il se présente comme « un opposant » à ce courant, 20 minutes estime alors qu'il « séduit les conservateurs et le RN ».
Il s'exprime, entre autres, sur le thème de la souveraineté numérique, et prend à partie Greta Thunberg,. En janvier 2020, il intervient au Carrefour de l'horloge présidé par Henry de Lesquen. Il a également pris la parole au club de l’Alliance, présenté par L'Opinion comme « un cercle de 20-30 ans ultra-conservateurs adeptes de l’« esprit français », et s'est exprimé dans Rage Culture, « obscur magazine en ligne qui prône une dose de consanguinité et l’existence des races pour « l’amour de la civilisation occidentale ».

### Écriture
Dès le début des années 2010, Laurent Alexandre se tourne vers l'écriture de science-fiction, et publie plusieurs romans d'anticipation sur le thème du transhumanisme co-écrits avec David Angevin, édités chez Naïve, teintés de racisme et d'eugénisme, remplis de scènes sexuelles abondamment détaillées, et dont, selon la sociologue Gaïa Lassaube, « la vulgarité de l’écriture déclenche stupeur et hilarité ». Son premier roman, intitulé Google Démocratie (éd. Naïve), met en scène Sergey Brin, fondateur de Google, sur le point d’atteindre l’immortalité.
Ses romans de science-fiction comportent, selon Gaïa Lassaube, un discours raciste outrancier, dans lequel les Chinois n'apparaissaient que sous le qualificatif de « bridés », les Latino Américains de « petits bruns qui se reproduisent comme des lapins », les Noirs de « nègres », de « bamboulas » et de « primitifs à l’arme blanche », et les Indiens comme « mangeant de la merde à même le sol. Ces raclures vivaient à quinze dans des cabanes en carton et vomissaient la science. Ils se torchaient avec les mains mais ne croyaient pas aux bienfaits de la génétique ». L’Afrique y est décrite comme « un gigantesque clapier à lapins, dirigé par des terroristes et des escrocs », tandis qu'un personnage affirme que « les humains à faible QI sont statistiquement moins tolérants que les autres. Toutes nos études sur les populations musulmanes d’Afrique du Nord le prouvent ». Le narrateur considère l'essentiel de l'humanité non-occidentale comme une « faune métèque qui s’autorégule par la criminalité », et même l'Europe (d'où est originaire un héros, américain) est décrite par son goût pour la « philosophie, l’oisiveté, l’égalitarisme castrateur, le marxisme » et sa bourgeoisie « pétrie de remords et débordante de culpabilité postcoloniale ». Selon Gaïa Lassaube, son roman Adrian, humain 2.0 met en scène une parole eugéniste décomplexée au point de « se transformer en traité politique offensif qui ne dit pas son nom ». Laurent Alexandre dément une telle interprétation, évoquant « une expérience de pensée » et « une dystopie ».

## Prises de position et polémiques

### Transhumanisme
Laurent Alexandre est, selon GQ, l'un des principaux représentants du mouvement transhumaniste en France, bien qu'il affirme ne pas en être un adepte et accréditer seulement « le diagnostic technologique des transhumanistes ». GQ concède cependant qu'il est « bien plus critique que les transhumanistes américains », craignant la domination des géants du Web et déplorant l'absence des sociétés européennes parmi les entreprises leaders sur le secteur. Il est un adepte du philosophe Nick Bostrom, fondateur de Humanity+ (association internationale de transhumanisme), dont il recommande le livre Superintelligence : Paths, Dangers, Strategies.
Il redoute le risque de « neurogoulag » et de « neurototalitarisme » d'un gouvernement totalitaire pouvant se servir des technologies NBIC pour asservir en modifiant le fonctionnement cérébral.

### Intelligence artificielle
Laurent Alexandre considère que le développement de l'intelligence artificielle va entraîner progressivement la disparition de centaines de milliers d'emplois : il a notamment prédit en 2017 que l’avis d’un ordinateur serait, vers 2027, plus sûr que celui d’un radiologue. Dans un ouvrage de 2019 coécrit avec Jean-François Copé, il défend également l'idée que le développement de l'intelligence artificielle menace la démocratie, et dénonce la « nullité technologique » des dirigeants politiques. Il prévoit la survenue de la singularité technologique, pas avant 2100. Devant cette perspective, il s'oppose à l'instauration d'un revenu universel et plaide pour une éducation visant à permettre à « nos cerveaux biologiques […] d’être le plus complémentaires possible » de l’intelligence artificielle.
En janvier 2017, il intervient lors d’une journée d’information sur l’intelligence artificielle au Sénat ; la vidéo recueille 1 million de vues en une semaine via Facebook. En 2023, il accompagne Jordan Bardella sur le thème de l’IA.
Luc Julia, vice-président innovation de Samsung Monde, affirme que Laurent Alexandre « dit n’importe quoi sur ce sujet, tout en changeant d’avis tous les trois mois ».

### Recul de la mortalité humaine
Selon la présentation de Vanity Fair, son essai La Mort de la mort (JC Lattès, 2011) « jongle entre les découvertes génétiques et ses propres déductions pour démontrer une idée : l’homme de l’an 2000 vivra deux fois plus longtemps que ses parents ». Sa conférence TEDx à Paris, en 2012, sur « le recul de la mort », recueille plus d’un million de vues en ligne. Il affirme notamment que « l’homme qui vivra mille ans est déjà né », prévoit la disparition du cancer « dans une quinzaine d’années », et considère que « la science donnera à l’homme le pouvoir d’un dieu. L’homme va remodeler l’univers ».
Le biologiste Jacques Testart émet de fortes réserves sur les prévisions de Laurent Alexandre fondées sur la loi de Moore, qu'il qualifie d'« énorme confusion », et déclare que son affirmation selon laquelle l'homme qui vivra 1 000 ans est déjà né relève « de l'intox ».
Certains chercheurs l'accusent également de simplifier la réalité scientifique afin de la mettre au service de sa société DNAVision, la loi française interdisant le séquençage d’ADN en dehors d’une prescription médicale, d’une recherche scientifique ou d’un test de paternité,. Il s'en défend, déclarant : « je n’appellerais pas à un débat sur les enjeux éthiques si je ne poursuivais qu’un objectif financier ».

### Propos polémiques sur la génétique
Laurent Alexandre se dit « profondément darwinien », convaincu que la nature élimine les plus faibles, et prône la sélection génétique, prenant pour exemple le cas d'Israël, « pays eugéniste qui a éradiqué la maladie de Tay-Sachs ». Il récuse le qualificatif d’eugéniste, déclarant qu'« il n’y a heureusement plus d’élimination des individus qui ont de moins bonnes capacités cognitives » ; Vanity Fair estime qu'il tient ces propos « avec prudence, craignant d’être mis au ban ». Il défend régulièrement l'idée que le quotient intellectuel est déterminé de manière prépondérante par l'ADN — davantage que l’école et la culture familiale —, ce qui est contesté par certains chercheurs spécialistes du sujet qui pointent notamment sa mauvaise compréhension du concept d'héritabilité,. Selon la sociologue Gaïa Lassaube, il soutient « deux versions d’un même discours » sur l’eugénisme : « il va tenir un propos puis ne pas l’assumer, dans un jeu de négation typique de l’extrême droite ».
En 2013, il déclare dans Le Monde que les recherches chinoises sur les variantes génétiques pourraient permettre aux futurs parents de sélectionner les « meilleurs embryons », ce qui suscite l'hostilité d'une trentaine de scientifiques qui dénoncent son eugénisme. Le généticien Axel Kahn met en cause un mélange entre « idéologie et connaissance » ; le mathématicien Cédric Villani un « eugénisme positif ». Laurent Alexandre se défend en indiquant avoir seulement « [décrit] une possibilité », et récuse le qualificatif d’eugéniste. Dans une tribune parue dans Le Monde et intitulée « Halte aux fake news génétiques », un collectif d'une vingtaine de chercheurs revient sans le citer directement sur des arguments qu'il propage, s'inquiétant du « retour d’un discours pseudo-scientifique sujet à toutes sortes d'instrumentalisations » et de ces usages trompeurs de « quantifications génétiques ».
Mais dans le numéro du 19 juin 2019 de L'Express, il écrit encore, en se référant très vaguement à des travaux, notamment à ceux de Robert Plomin, que « ce n'est pas parce qu'il y a des livres chez les intellectuels que leurs enfants lisent bien : c'est parce qu'ils ont reçu un bon patrimoine génétique […] En niant le déterminisme génétique, on laisse croire que l'école peut transformer un âne en cheval de course ». Il incite également les femmes intelligentes à faire davantage d'enfants ou à ce que leurs ovocytes soient congelés, notamment pour que la « France reste une grande puissance »,,. Il propose également d'« augmenter le QI des pauvres ». Plusieurs chercheurs critiquent cette approche théorique voire idéologique, qui est similaire à celle du généticien et eugéniste britannique Francis Galton,.
À la suite de ces polémiques, des journalistes de L'Express demandent à leur hiérarchie de cesser toute collaboration avec Laurent Alexandre. Il réitère ces propos fin 2019 devant la délégation du Sénat aux entreprises, suscitant des réactions sceptiques, voire virulentes chez les sénateurs.

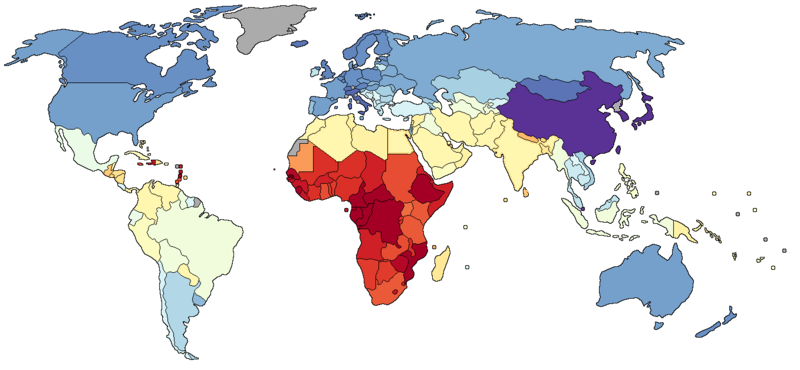
La carte incriminée.

Dans une tribune d’avril 2018 au Monde, il expose une étude américaine sur des différences interraciales liées au QI, pour rejeter l’ouverture d’une boîte de Pandore tout en la qualifiant de « vérité scientifique ». En juin 2019, dans le cadre d'échanges avec le sociologue Julien Larregue, il provoque un effet Streisand en exprimant sur Twitter son souhait de voir la carte des quotients intellectuels moyens par pays issue de IQ and Global Inequality (en) « censur[ée] sur Wikipédia » ; elle est par ailleurs largement diffusée par des militants d'extrême droite. Pauline Moullot de Libération relève ainsi qu'il assure sa « promotion », « contre sa volonté ».

### Écologie, collapsologie et réchauffement climatique
Laurent Alexandre est régulièrement accusé de relativiser le réchauffement climatique. Selon Mediapart, il illustre « l’imprégnation en France » de la nouvelle mouvance « libérale rationaliste », autrement appelée « alt-lib » — qui regroupe « des partisans du libre-échange inconditionnel, pour lesquels la dérégulation totale de l’État va de pair avec la dérégulation totale scientifique » et qui relativisent l’origine, les conséquences, ou encore l’ampleur du réchauffement climatique —, ainsi que ses liens avec l’extrême droite. Arrêt sur images, qui relève qu'il conspue les « khmers verts » et « l'écologie politique [qui] saborde la civilisation occidentale », considère que « ce sont surtout les sujets relatifs à l'écologie et à l'urgence climatique qui ont semblé radicaliser l'homme d'affaires ».
Laurent Alexandre assure quant à lui qu'il n'a jamais remis en cause le réchauffement climatique et se dit « parfaitement en phase avec les différents scénarios du GIEC qui appellent à réduire la production de CO2 »,. Il met en avant le clivage entre « collapsologues » et « optimistes » ou « gens rationnels », c'est-à-dire entre « ceux qui prêchent la fin du monde et ceux qui cherchent des solutions techniques et pratiques pour régler les problèmes de l’humanité comme on l’a fait depuis longtemps ». Il estime que « seul le développement technologique peut décarboner l’économie mondiale », que « stopper le développement économique entraînerait guerres et famines et empêcherait les pays du tiers-monde de dépolluer leur environnement », et rappelle comment certaines prédictions passées, comme la généralisation des cancers de la peau à cause de la diminution de la couche d’ozone, ne se sont pas réalisées car l’homme a réussi y faire face, notamment grâce à la technologie.
À plusieurs occasions et notamment en juillet 2019, à l'occasion de la venue de Greta Thunberg en France, il critique cette dernière, dont il estime que le message est polarisant et aggrave donc la crise politique liée au réchauffement climatique. Il déclare : « j’aimerais pas avoir des TOC graves, une dépression infantile, un mutisme sélectif, un Asperger avec monoideation et des troubles alimentaires graves me conduisant à être minuscule ! Je respecte l’enfant malade mais regrette sa manipulation »,. Laurent Alexandre a inscrit sur son profil Twitter qu’il est « anti Greta Thunberg ».
En mai 2019, il accepte l'invitation de l'Association des climato-réalistes, la principale association climatosceptique en France, qualifiant son auditoire de « résistants dans ce moment de folie collapsologique ». Lors des feux de brousse records en Australie de 2019-2020, il dénonce une « hystérie collective » et tient des propos inexacts ou tendancieux, notamment en relayant un article d'Alan Jones, personnalité climatosceptique,,.
Laurent Alexandre prend régulièrement des positions en faveur de l'énergie nucléaire, qu'il dit défendre « depuis tout petit » et dont il regrette que la productivité ait baissé. Pour lui, les stratégies de sortie du nucléaire ont pour effet une augmentation des émissions carbone et le nucléaire est indispensable dans la lutte contre le réchauffement climatique. En parallèle, il critique les énergies renouvelables intermittentes, sans solution de stockage, ce qui a pour effet de faire appel aux énergies fossiles. Une réduction de la production d'énergie d'origine nucléaire serait donc selon lui catastrophique pour le climat,.

### PMA et GPA
En 2014, il participe à un débat dans une conférence du collectif La Manif pour tous[source insuffisante] en tenant une position favorable à la gestation pour autrui (GPA). Il défend également la procréation médicalement assistée (PMA).

## Ouvrages
- Google Démocratie, roman avec David Angevin, Naïve, 2011.
- La Mort de la mort : comment la technomédecine va bouleverser l'humanité, Jean-Claude Lattès, 2011, 425 p. (OCLC 746463078).
- Adrian humain 2.0, roman avec David Angevin, Naïve, 2013.
- La Défaite du cancer, Lattès, 2014.
- L'Homme qui en savait trop, roman avec David Angevin, Robert Laffont, 2015.
- Les robots font-ils l'amour ? : le transhumanisme en 12 questions, avec Jean-Michel Besnier, Éditions Dunod, 2016.
- La Guerre des intelligences : intelligence artificielle versus intelligence humaine, Paris, Éditions Jean-Claude Lattès, 2017, 250 p. (ISBN 978-2-7096-6084-6).
- L'IA va-t-elle aussi tuer la démocratie ?, avec Jean-François Copé, Jean-Claude Lattès, 2019.
- Jouissez jeunesse !, Jean-Claude Lattès, 2020.
- La guerre des intelligences à l'heure de ChatGPT, Jean-Claude Lattès, 2023.
- ChatGPT va nous rendre immortels, Jean-Claude Lattès, 2024.